# Shihan
Shihan (師範) és un terme de l'idioma japonès, generalment usat en les arts marcials procedents del Japó com un títol honorífic per referir-se als mestres de mestres en un estil específic.
Les diferents organitzacions d'arts marcials tenen diversos requeriments per a l'ús del terme en caràcter de títol honorífic, generalment involucra certs drets com el d'usar símbols especials que identifiquen el rang i atorgar graus en l'art en el qual es té.
Per exemple en l'organització de l'art de ninjutsu, la bujinkan es genera el dret quan els altres shihan es refereixen a la persona amb aquest títol (ha de tenir com a mínim 10 dans, ja que aquesta organització són 15 el màxim), en judo, en karate i en aikido s'arriba al títol de shihan a aconseguir almenys el grau de cinquè dan.
En Daito Ryu Aiki Jujutsu el títol shihan no està vinculat al grau dan tot i que amb freqüècia implica un mínim de 5è dan sinó que requereix a més el certificat de Kyōju Dairi expedit per un altre shihan o per qui posseeixi el certificat menkyo Kayden o el Soke de l'art.
En altres organitzacions, com ara l'aikidō estil Shodokan, el títol és més organitzacional i menys vinculat al grau. Els títols vinculats generalment previs són el de Renshi i Kyoshi també referits a instructors autoritzats de l'art però de menor grau de mestratge.
En reiki, sistema de sanació japonès, se'ls concedeix el títol de shihan a aquells practicants que han assolit el quart nivell o mestratge.